# Teresa Frassinetti
Pour les articles homonymes, voir Frassinetti.
Teresa Frassinetti, née à Gênes le 24 décembre 1985, est une joueuse de water-polo italienne évoluant au Rari Nantes Bogliasco. Elle fait partie de l'équipe italienne depuis 2005 médaille et est médaille de bronze lors des Championnats du monde 2015.
Elle est l'arrière-petite-fille du nageur olympique Agostino Frassinetti.